# Brahehus slott

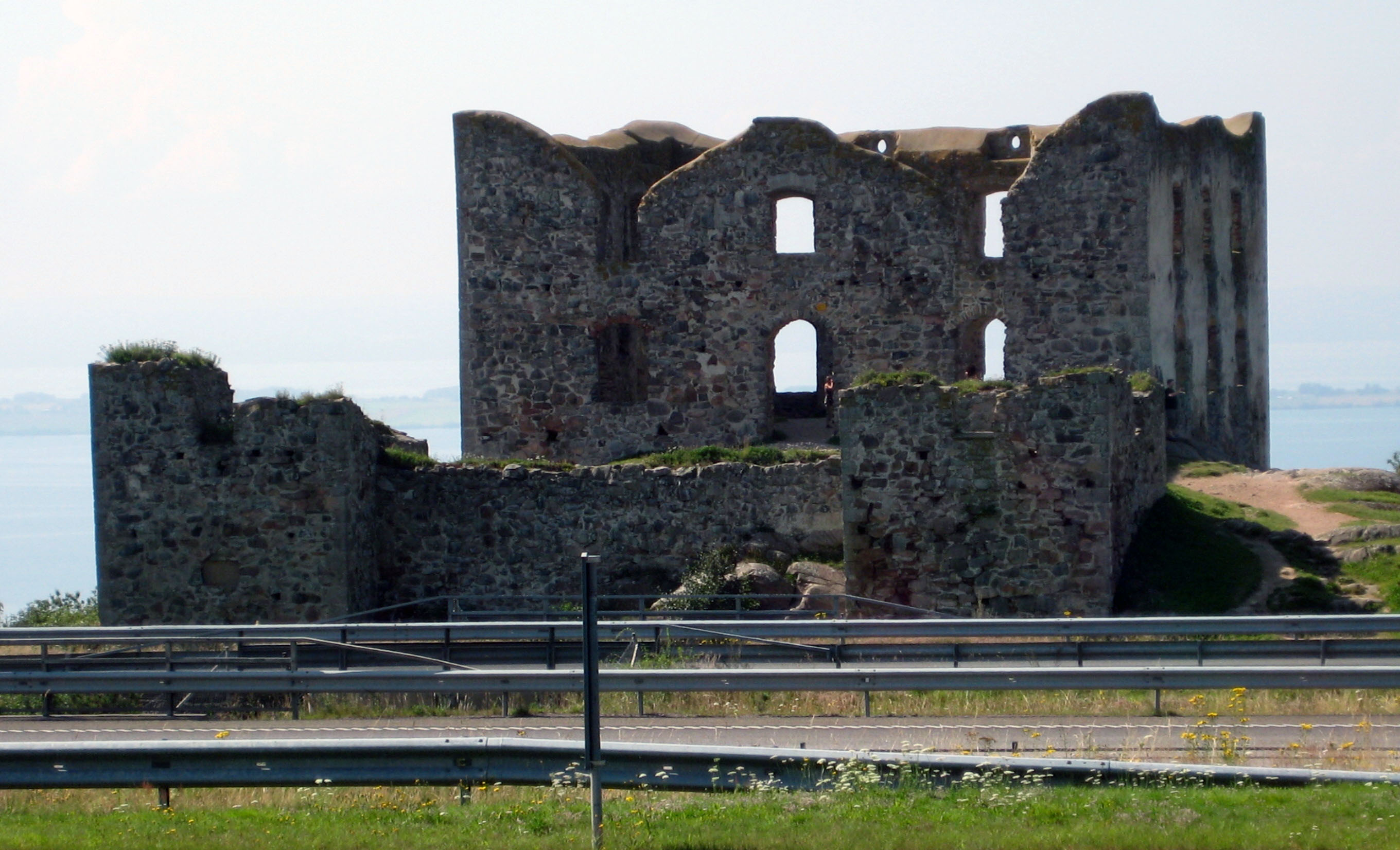
Brahehus aan de rijksweg E4

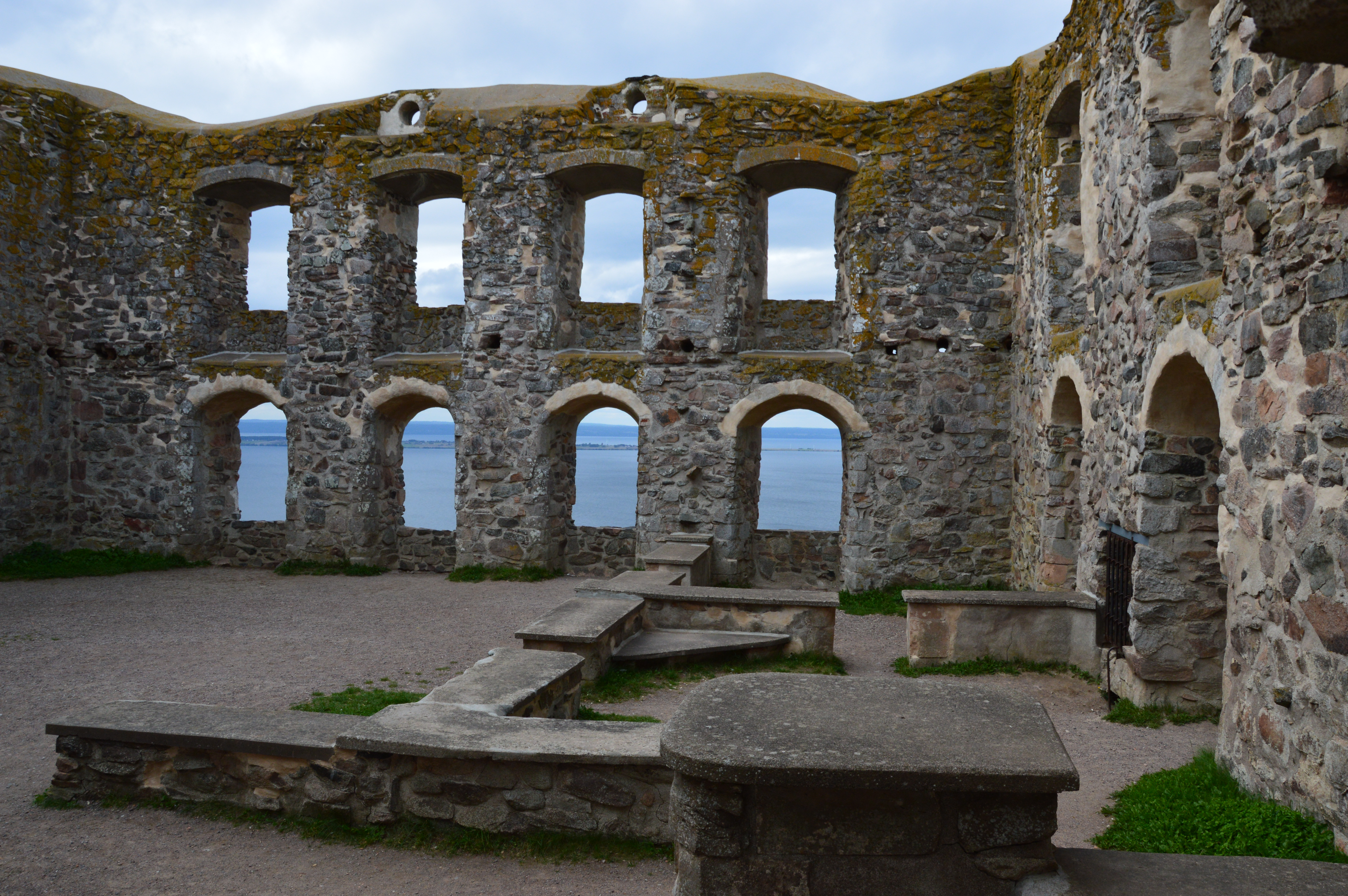
Brahehus

Het slot Brahehus is een hedendaagse ruïne gelegen aan de rijksweg E4, het Vättermeer en drie kilometer vanaf Gränna in het Zweedse landschap Småland.

## Geschiedenis
Het kasteel werd rond 1636 gebouwd als lustslot voor Per Brahe de Jonge. Deze was een staatsman onder koning Wladislaus Wasa die het kasteel voor hem bekostigde. Het geslacht Brahe zou van grote invloed zijn in de omgeving, mede doordat het door koning Erik XIV van Zweden in de adelstand (graaf) was verheven. Het kasteel is gebouwd als uitkijkpost voor het eiland Visingsö, waar de graven van Brahe voornamelijk verbleven.